# 西藏自治区教育厅
西藏自治区教育厅（藏語：བོད་རང་སྐྱོང་ལྗོངས་སློབ༌གསོ་ཐིང་།），是中华人民共和国西藏自治区人民政府管理西藏自治区教育的组成部門。

## 沿革
1956年4月，西藏自治区筹备委员会成立，同时建立了西藏自治区筹备委员会文教处，作为教育行政管理机构。文教处内设办公室、文化科、社会教育科、学校教育科。1956年7月，拉萨小学、拉萨中学改由文教处管理。
1957年，根据中央关于西藏六年内不开展民主改革的精神，西藏各级行政部门压缩。西藏自治区筹备委员会文教处与卫生处合并为西藏自治区筹备委员会文教卫生处。因为当时处在两种政权、两种制度并存的局面下，所以合并后成立的西藏自治区筹备委员会文教卫生处由西藏地方政府、班禅堪布会议厅、中共西藏工委派代表任领导。1958年底，文教卫生处主要管理拉萨的几座中小学。1959年5月，西藏自治区筹备委员会文教处恢复。文教处内设办公室、文化科、教育科、计财科。
1960年，西藏自治区筹备委员会文教处成立民族教材编译组。1964年11月，随着民主改革基本结束，西藏自治区筹备委员会文教处和卫生处再度合并为西藏自治区筹备委员会文教卫生处，内设办公室、人事科、文化科、教育科、计财科、文物科、卫生防预科、医疗预防科、药政科。
1965年10月，西藏自治区文教厅成立，内设政治部、办公室、文化科、教育处、文管处。
1966年5月文化大革命爆发，西藏自治区各级教育行政管理机关先后瘫痪或者被撤销。1968年9月，西藏自治区革命委员会成立，教育行政管理工作由西藏自治区革命委员会政工组下属的宣传组管理。
1971年11月，西藏自治区革命委员会设置了西藏自治区革命委员会文教局，内设政工组、办事组、教育组、文化组。1972年，经西藏自治区革命委员会批淮，将原来属于临时设置的西藏自治区招生办公室改成文教局的常设机构。1972年11月，西藏自治区中小学教材编译组重新组建，由西藏自治区革命委员会文教局直接领导。到1975年12月底，文教局又增设大学中专组、团委等等机构。
1976年1月，中共西藏自治区党委决定将西藏自治区革命委员会文教局分设为西藏自治区文化局、西藏自治区教育局，教育局内设办公室、政治部、普教处、大学中专处、教材编译处。1979年10月，西藏自治区教育局更名为西藏自治区教育厅，内设政治部、办公室、人事处、大学中专处、普通教育处、电视大学筹备组、教材编译处、工农业余教育处、教学仪器供应处。1980年底，西藏自治区开始精简机构，西藏自治区教育厅撤销了政治部、工农业余教育处（业务划归大学中专处）、教学仪器处（业务划归办公室）、电视大学。1984年，西藏自治区教育厅设立成人教育处，并且增设民族教育研究室。1985年，西藏自治区教育厅增设西藏自治区电化教育馆。
1986年11月，西藏自治区教育厅内设机构及直属事业单位调整，增设计划财务处、纪检组、招生办公室。1986年12月，西藏自治区教育厅、西藏自治区科学技术委员会、西藏自治区科学技术协会合并成立西藏自治区教育科技委员会，内设办公室、政工人事处、中小学教育处、大中专教育处、成人教育处、计划财务处、科技局、科协办公室、招生办公室。独立的县级及区级事业单位11个：民族教育研究所、电化教育馆、教材编译局、拉萨中学、实验幼儿园、高原生物研究所、教学仪器供应站、科技情报研究所、太阳能研究所、地震局、科技报。
1990年5月，西藏自治区智力引进受援办公室成立，属于独立县级建制，挂靠在西藏自治区教育科技委员会。1992年1月，中共西藏自治区党委决定撤销西藏自治区教育科技委员会，成立西藏自治区教育委员会，内设办公室、政工人事处、中小学教育处、大中专教育处、成人教育处、计划财务处、招生办公室、智力引进办公室。下属事业单位有5个县级事业单位（拉萨中学、电化教育馆、教材编译局、教育考试管理中心、民族教育研究所）、2个区级事业单位（区实验幼儿园、教学仪器供应站）。1992年3月，中共西藏自治区教育工作委员会成立，撤消中共西藏自治区教育科技委员会党组。
1993年7月，“西藏自治区智力援藏受援领导小组”更名为“西藏自治区智力引进领导小组”。1996年2月，西藏自治区教育督导委员会成立，内设教育督导室，挂靠在西藏自治区教育委员会。1996年8月，西藏自治区直属单位机构改革，西藏自治区教育委员会机关行政编制为115人；独立事业单位6个，编制为409人。
2000年4月，西藏自治区教育委员会更名为西藏自治区教育厅。

## 职能
1. 贯彻执行国家的教育方针、政策和法规，研究拟订地方性教育法规，并组织实施。
2. 研究提出教育事业的发展规划，拟订教育改革的政策和办法，并组织实施。
3. 会同自治区有关部门拟订教育经费筹措及管理办法，负责自治区级的教育事业费、教育基建投资的预算安排及管理工作，研究提出教育收费标准。
4. 研究制订我区中等和初等教育各类学校的办学条件和办学标准，组织指导教学改革。组织对普及义务教育、扫除青壮年文盲工作的督导与评估。指导中小学校普通话推广工作。组织实施全区中小学教育信息化和现代远程教育工程。
5. 统筹管理普通高等教育、研究生教育以及高等职业教育、成人高等教育、社会力量举办的高等教育、成人高等教育自学考试和继续教育工作。指导高等学校教育教学改革和高等教育评估。宏观指导高等学校的高新技术应用研究与推广、科技成果转化和“产学研”结合等工作。
6. 规划指导全区高等学校的党建工作和各级各类学校的思想政治、品德、体育卫生艺术及国防教育工作。
7. 主管全区教师队伍建设，研究提出各级各类学校的编制标准，负责学校编制管理。管理各级各类学校教师专业技术职务和实施各类教师资格认定，负责地区间师资调配及区外教师引进，规划和指导各级各类学校教师和管理人员的队伍建设。
8. 统筹管理高等学校、中等职业技术学校、普通高级中学学历教育的招生考试，提出招生计划，负责学籍管理。
9. 管理本系统的对外教育合作交流，负责管理内地办学工作。
10. 指导教育科学研究和教学研究，审查审定地方教材和教学参考资料。负责教育基本信息的统计、分析工作。
11. 统筹规划、管理学位工作，负责实施国家的学位制度。
12. 宣传高校毕业生就业的有关方针政策，为高校毕业生和用人单位提供供需情况，承担高校毕业生就业的推荐工作和需求洽谈的组织工作，组织实施师范毕业生就业分配等工作。
13. 承办自治区人民政府交办的其他事项。[1]

## 机构设置

### 内设机构
- 办公室
- 党建工作处（教育团工委、教育工会）
- 思想政治工作处
- 稳定安全工作处
- 政策法规处
- 发展规划处
- 基础教育处
- 职业教育与成人教育处
- 高等教育处
- 体育卫生艺术教育处
- 教师工作处
- 教材工作处
- 教育督导办公室
- 教育合作交流处
- 学生管理工作处
- 财务处
- 人事处（机关党委）[1]

### 直属事业单位
- 厅机关后勤服务中心
- 区高校毕业生就业指导服务中心
- 区学生资助管理中心
- 区教育科学研究院
- 区教育考试院
- 区西藏班校管理中心
- 区教材编译中心
- 区电化教育馆
- 拉萨中学
- 区实验幼儿园
- 西藏职业技术学院[1]

## 历任厅长
- 宋和平（？—2013年1月19日）[2]
- 马升昌（2013年1月30日—2016年7月28日）[3]
- 许成仓（2016年7月28日—2017年7月28日）
- 杜建功（2017年7月28日—2018年11月27日）
- 尼玛次仁（2018年11月27日—）